# Ihlas Bebou
Ihlas Bebou (Sokodé, Togo, 23 de abril de 1994) es un futbolista togolés. Juega de delantero y su equipo es el TSG 1899 Hoffenheim de la Bundesliga de Alemania.

## Selección nacional
Ha sido internacional con la selección de fútbol de Togo en 37 ocasiones en las que ha anotado un gol.

## Clubes
| Club                | País     | Año       |
| ------------------- | -------- | --------- |
| Fortuna Düsseldorf  | Alemania | 2013-2017 |
| Hannover 96         | Alemania | 2017-2019 |
| TSG 1899 Hoffenheim | Alemania | 2019-     |